# Medenderbach
Der Medenderbach (Medemderbach) ist ein etwa 3,5 km langer rechter und nördlicher Zufluss der Our.

## Verlauf
Der Medenderbach entsteht aus dem Zusammenfluss von Frankenbach und Dehnenbach nordwestlich von Igelmonderhof, in der  Nähe der  Igelmondermühle. Er fließt zunächst etwa einen Kilometer in  südwestlicher Richtung durch ein Waldgebiet. Kurz nach dem Verlassen des Waldes wird er vom Eimerscheiderbach gespeist. Er fließt westlich am Fimmelsberg vorbei. Dort befindet sich auch die Eimerscheidermühle. Er umfließt östlich Eimerscheid, um schließlich bei der Andlermühle in die Our zu münden.

## Zuflüsse
- Eimerscheiderbach (rechts)